# Laguna Blanca (Bolivia)
Laguna Blanca es una laguna alto-andina situada dentro de la Reserva Nacional de Fauna Andina Eduardo Abaroa, en el suroeste de Bolivia. Administrativamente se encuentra en el municipio de San Pablo de Lípez de la provincia de Sud Lípez en el departamento de Potosí. Presenta un color blancuzco en sus aguas debido al alto contenido de minerales y es por ello que recibe el nombre de Laguna Blanca. Se encuentra en la zona de la Puna, presenta un clima seco, tiene unas dimensiones de 5,6 kilómetros de largo por 3,5 kilómetros de ancho y una superficie de 10,9 km² a una altitud de 4350 m s. n. m., está unida a la laguna Verde por un pequeño estrecho. La laguna tiene un perímetro costero de 22 kilómetros.
Habiendo alcanzado un nivel máximo de agua hace 13.240 años antes del presente (AP), la laguna Verde se fusionó entonces con la laguna Blanca.

## Galería

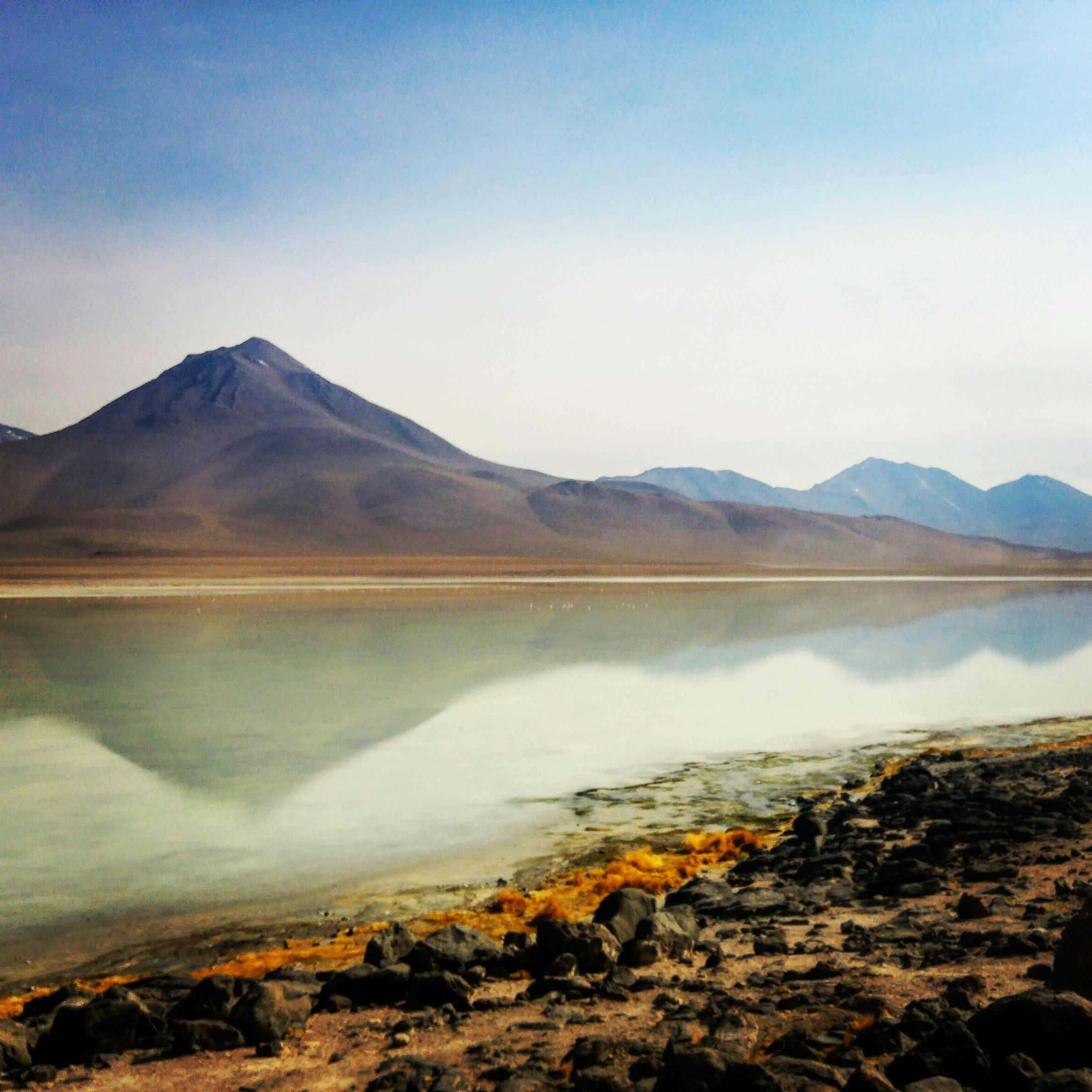
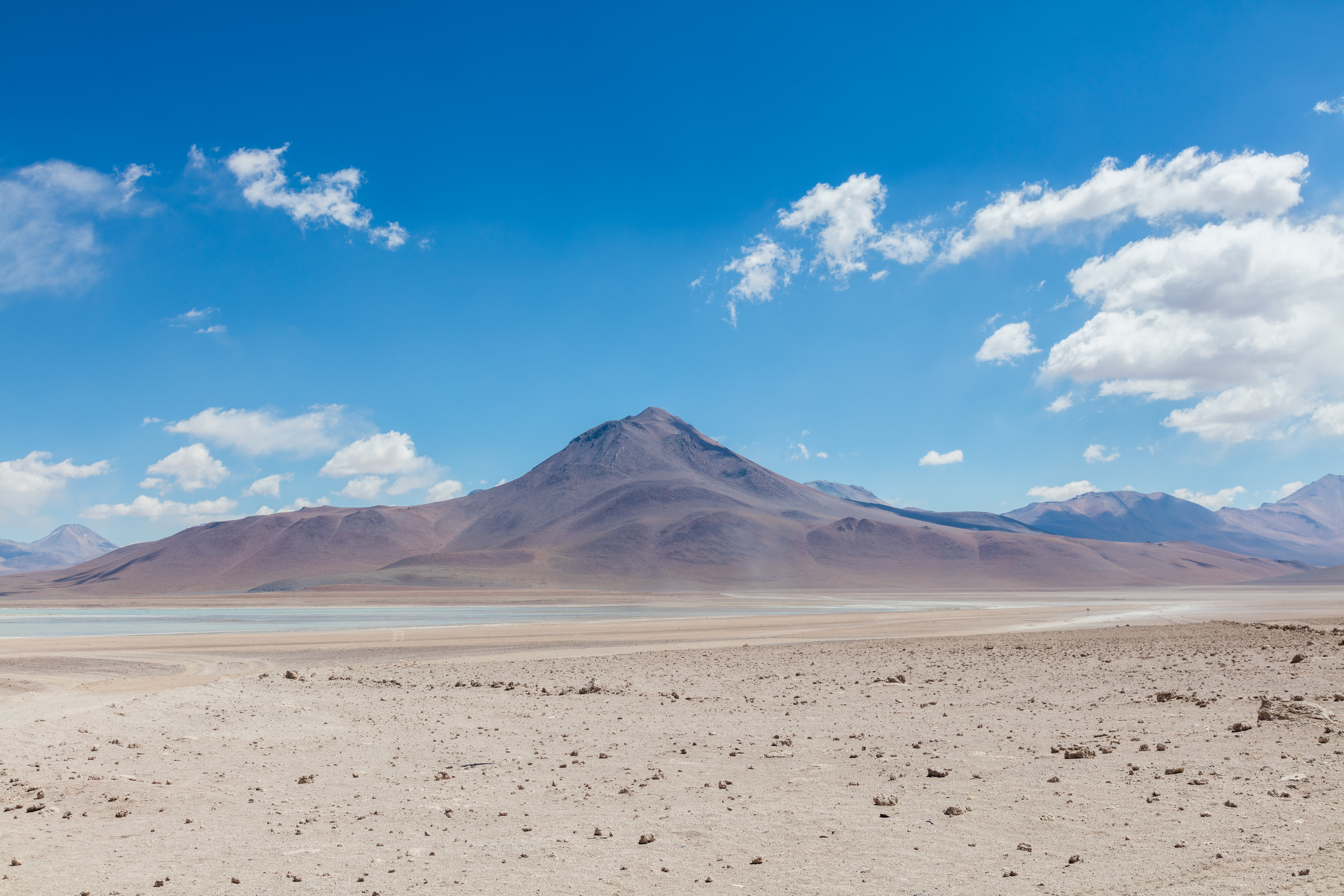
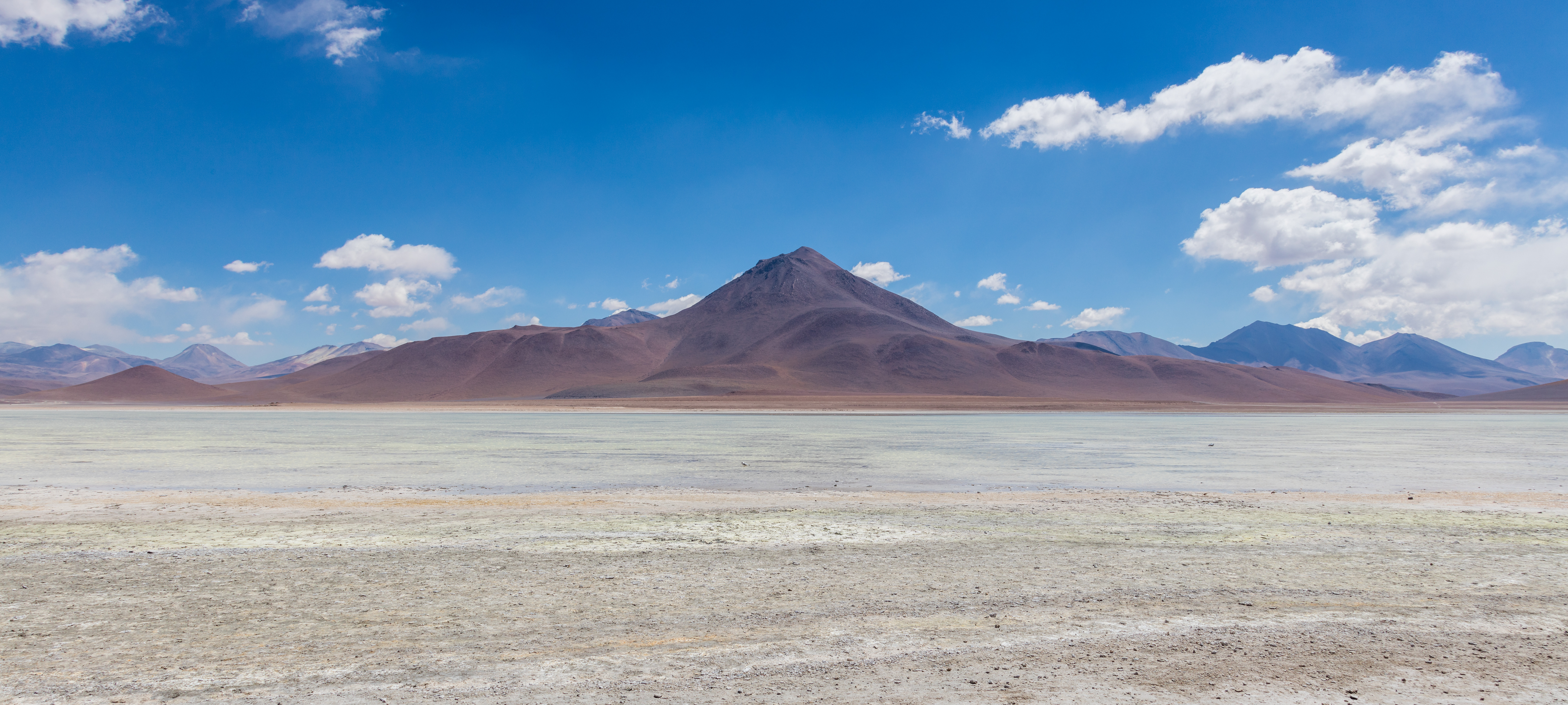